# Municipio de Lessebo
El municipio de Lessebo (en sueco: Lessebo kommun) es un municipio en la provincia de Kronoberg, al sur de Suecia. Su sede se encuentra en la ciudad de Lessebo. El municipio actual fue creado en 1971 cuando la ciudad de mercado (köping) de Lessebo se fusionó con tres municipios rurales aledaños.

## Localidades
Hay 4 áreas urbanas (tätort) en el municipio:
| # | Tätort     | Población |
| - | ---------- | --------- |
| 1 | Hovmantorp | 3,001     |
| 2 | Lessebo    | 2,623     |
| 3 | Kosta      | 941       |
| 4 | Skruv      | 516       |